# Northrop Tacit Blue
Northrop Tacit Blue – amerykański samolot eksperymentalny opracowany przez firmę Northrop wykorzystywany do prac badawczo-rozwojowych w programie bombowca Northrop B-2 Spirit.

## Historia
W kwietniu 1996 roku opublikowano pierwsze informacje na temat eksperymentalnego samolotu Tacit Blue, pierwotnie wykorzystywanego w programie Pave Mover, w którym posłużyć miał do sprawdzenia konfiguracji aerodynamicznej samolotu o niskiej wykrywalności, pełniącego rolę latającego stanowiska radarowego nadzoru pola walki, operującego w bezpośredniej bliskości działań bojowych. Seryjny samolot miał być wyposażony w wielofunkcyjną stację radiolokacyjną firmy Hughes przeznaczoną do obserwacji powierzchni ziemi, odznaczającą się niskim prawdopodobieństwem wykrycia. Prace nad samolotem rozpoczęły się w 1978 roku. Oblot samolotu miał miejsce 5 lutego 1982 roku. W toku dalszych prac Siły Powietrzne Stanów Zjednoczonych doszły jednak do wniosku, że zadania przeznaczone dla Tacit Blue z powodzeniem może wykonywać mniej wysublimowany samolot latający w większej odległości od linii frontu. Ostatecznie program Pave Mover doprowadził do powstania samolotu Northrop Grumman E-8 Joint STARS (Joint Surveillance Target Attack Radar System). Nie oznaczało to jednak końca kariery Tacit Blue, samolot został użyty jako latające stanowisko badawcze do testowania technologii stealth wykorzystanej w projekcie samolotu B-2. Doświadczenia zdobyte podczas eksploatacji Tacit Blue zostały również wykorzystane w projekcie samolotu myśliwskiego Lockheed F-22 Raptor, pocisku AGM-137 TSSAM (Tri-Service Standoff Attack Missile), którego projekt został anulowany oraz samolotu bezzałogowego RQ-3 DarkStar. Ostatni lot Tacit Blue wykonał 14 lutego 1985 roku, samolot łącznie przebywał w powietrzu 250 godzin. W 1996 roku Tacit Blue został przeniesiony do muzeum sił powietrznych (National Museum of the United States Air Force) w bazie Wright-Patterson Air Force Base.

## Konstrukcja
Tacit Blue jest jednomiejscowym samolotem o spłaszczonym kadłubie, posiadającym skrzydła o obrysie trapezowym i motylkowe usterzenie ogonowe o obrysie prostokątnym. Napędzany jest dwoma silnikami turbowentylatorowymi Allied-Signal (Garrett) ATF3-6. Wlot powietrza do silników umieszczony jest na grzbiecie kadłuba, dzięki temu osłonięto łopatki turbiny silnika generujące silne echo radarowe. Samolot z racji braku stateczności w osi podłużnej i w zakresie sterowania kierunkowego wyposażony został w zwielokrotniony system sterowania fly-by-wire.